# Central de Ribamala
La Central de Ribamala és una obra de Sant Joan de les Abadesses (Ripollès) protegida com a Bé Cultural d'Interès Local.

## Descripció
Central formada per un únic edifici de planta rectangular, amb planta baixa i pis i coberta a quatre vessants, de teula àrab. A la planta baixa hi ha unes escales que permeten accedir a la turbina, situada a un nivell inferior al de l'immoble. El material emprat per a la seva construcció és pedra de riu carejada.